# Список университетов и колледжей Хубэя
Ниже приведен список университетов и колледжей провинции Хубэй (Китай).

## Обозначения
В статье используются следующие обозначения:
- Национальный: учебное заведение, управляемое одним из национальных министерств.
- Провинциальный: учебное заведение, управляемое властями провинции.
- Частный: частное учебное заведение.
- Независимый: независимое учебное заведение.
- Ω (национальные ключевые университеты[англ.]): университеты имеющие высокий уровень поддержки со стороны центрального правительства КНР.

## Университеты
| Название                                              | Китайское название  | Год  | Тип                            | Город            | Ссылка                      | Примечания |
| ----------------------------------------------------- | ------------------- | ---- | ------------------------------ | ---------------- | --------------------------- | --- |
| Уханьский университет                                 | 武汉大学            | 1893 | Национальный                   | Учан             | http://www.whu.edu.cn       | Ω (недоступная ссылка) Участник проектов «985», «211» и «Плана 2011 года» |
| Хуачжунский научно-технологический университет        | 华中科技大学        | 1953 | Национальный                   | Хуншань          | https://www.hust.edu.cn/    | Ω (недоступная ссылка) Участник проектов «985» и «211» |
| Хуачжунский сельскохозяйственный университет          | 华中农业大学        | 1898 | Национальный                   | Учан             | http://www.hzau.edu.cn/     | Ω Участник проекта «211» |
| Китайский университет наук о земле в Ухане            | 中国地质大学 (武汉) | 1952 | Национальный                   | Хуншань          | https://www.cug.edu.cn/     | Ω (недоступная ссылка) |
| Уханьский технологический университет                 | 武汉理工大学        | 2000 | Национальный                   | Учан             | http://www.whut.edu.cn/     | Ω (недоступная ссылка) Участник проекта «211» |
| Центрально-китайский педагогический университет       | 华中师范大学        | 1903 | Национальный                   | Учан             | http://www.ccnu.edu.cn/     | Ω (недоступная ссылка) Участник проектов «Проект 211», «План 2011 года» и «План 111»                                                                                           |
| Чжуннаньский университет экономики и права            | 中南财经政法大学    | 1948 | Национальный                   | Хуншань          | http://www.znufe.edu.cn/    | Ω (недоступная ссылка) Участник проекта «211» |
| Южно-центральный университет Миньцзу                  | 中南民族大学        | 1951 | Национальный                   | Хуншань          | http://www.ncwu.edu.cn/     | Ω Участник проектов «Проект 211» и «План 111». Предназначен для этнических меньшинств                                                                                          |
| Хубэйский университет                                 | 湖北大学            | 1931 | Провинциальный                 | Учан (Ухань)     | http://www.hubu.edu.cn/     | Участник (недоступная ссылка) проекта «211» |
| Университет Янцзы                                     | 长江大学            | 1950 | Провинциальный                 | Цзинчжоу (Ухань) | http://www.yangtzeu.edu.cn/ | Ключевой университет Национального проекта по развитию базового потенциала университетов Центрального и Западного Китая. Крупнейший комплексный университет в провинции Хубэй. |
| Цзянханьский университет                              | 江汉大学            | 1978 | Провинциальный                 | Ханьян (Ухань)   | http://www.jhun.edu.cn/     | |
| Университет «Три Ущелья»                              | 三峡大学            | 1946 | Провинциальный                 | Ичан             | http://www.ctgu.edu.cn/     | Создан (недоступная ссылка) совместно Министерством водного хозяйства КНР и народным правительством провинции Хубэй.                                                           |
| Уханьский научно-технологический университет          | 武汉科技大学        | 1898 | Провинциальный                 | Циншань (Ухань)  | http://www.wust.edu.cn/     | |
| Хубэйский технологический университет                 | 湖北工业大学        | 1952 | Провинциальный                 | Хуншань (Ухань)  | http://www.hbut.edu.cn/     | Ключевой (недоступная ссылка) университет «Проекта по развитию базового потенциала университетов Центрального и Западного Китая»                                               |
| Уханьский технологический институт                    | 武汉工程大学        | 1972 | Провинциальный                 | Хуншань (Ухань)  | http://www.wit.edu.cn/      | (недоступная ссылка) |
| Уханьский текстильный университет                     | 武汉纺织大学        | 1958 | Провинциальный                 | Учан (Ухань)     | http://www.wtu.edu.cn/      | (недоступная ссылка) |
| Уханьский политехнический университет                 | 武汉轻工大学        | 1951 | Провинциальный                 | Ханькоу (Ухань)  | http://www.whpu.edu.cn/     | (недоступная ссылка) |
| Хубэйский университет традиционной китайской медицины | 湖北中医药大学      | 1958 | Провинциальный                 | Хуншань (Ухань)  | http://www.hbtcm.edu.cn/    | |
| Хубэйский педагогический университет                  | 湖北师范大学        | 1973 | Провинциальный                 | Хуанши           | https://www.hbnu.edu.cn/    | (недоступная ссылка) |
| Хуанганский педагогический университет                | 黄冈师范学院        | 1973 | Провинциальный                 | Хуанган          | http://www.hgnc.edu.cn/     | (недоступная ссылка) |
| Хубэйский университет Миньцзю                         | 湖北民族学院        | 1984 | Провинциальный                 | Эньши            | http://www.hbmy.edu.cn/     | Создан (недоступная ссылка) совместно Народным правительством провинции Хубэй и Государственной комиссией по этническим вопросам                                               |
| Хубэйский университет искусств и наук                 | 湖北文理学院        | 1958 | Провинциальный                 | Сянъян           | http://www.hbuas.edu.cn/    | (недоступная ссылка) |
| Уханьский спортивный университет                      | 武汉体育学院        | 1953 | zh\|中华人民共和国应急管理部}} | Учан (Ухань)     | http://www.whsu.edu.cn/     | Создан (недоступная ссылка) совместно Главным управлением по делам спорта и Народным правительством провинции Хубэй.                                                           |
| Хубэйский институт изящных искусств                   | 湖北美术学院        | 1920 | Провинциальный                 | Учан (Ухань)     | http://www.hifa.edu.cn      | Единственная (недоступная ссылка) художественная школа высокого уровня в Центральном Китае                                                                                     |
| Хубэйский университет автомобильных технологий        | 湖北汽车工业学院    | 1972 | Провинциальный                 | Шиянь            | http://www.huat.edu.cn/     | Совместно (недоступная ссылка) учреждён Центральным народным правительством и Народным правительством провинции Хубэй при участии Dongfeng Motor Corporation                   |
| Хубэйский инженерный институт                         | 湖北工程学院        | 1943 | Провинциальный                 | Сяогань          | http://www.hbeu.edu.cn/     | (недоступная ссылка) |
| Хубэйский политехнический университет                 | 湖北理工学院        | 1991 | Провинциальный                 | Хуанши           | http://www.hbpu.edu.cn/     | (недоступная ссылка) |
| Хубэйский научно-технологический университет          | 湖北科技学院        | 2011 | Провинциальный                 | Сяньнин          | http://www.hbust.com.cn/    | (недоступная ссылка) |
| Хубэйский медицинский университет                     | 湖北医药学院        | 1965 | Провинциальный                 | Шиянь            | http://www.hbmu.edu.cn/     | (недоступная ссылка) |
| Хубэйский полицейский университет                     | 湖北警官学院        | 1949 | Провинциальный                 | Ханькоу (Ухань)  | http://www.hbpa.edu.cn/     | (недоступная ссылка) |
| Уханьская музыкальная консерватория                   | 武汉音乐学院        | 1953 | Провинциальный                 | Учан (Ухань)     | http://www.whcm.edu.cn/     | |
| Хубэйский экономический университет                   | 湖北经济学院        | 1907 | Провинциальный                 | Цзянся (Ухань)   | http://www.hbue.edu.cn/     | |
| Уханьский университет биоинженерии                    | 武汉生物工程学院    | 1984 | Частный                        | Синьчжоу (Ухань) | http://www.whsw.net/        | (недоступная ссылка) |
| Транспортный университет Хуанхэ                       | 黄河交通学院        | 1995 | Провинциальный                 | Чжэнчжоу         | http://www.zjtu.edu.cn/     | |

## Независимые колледжи[кит.]
- Научно-технологический колледж при Хубэйском университете искусств и наук (кит. 湖北文理学院理工学院). Основан в Фаньчэне (Сянъян) совместно местными органами власти и частными предприятиями в 2003 году.[6]

## Колледжи
| Название                                                                        | Китайское название       | Год  | Тип            | Город           | Ссылка                       | Примечания |
| ------------------------------------------------------------------------------- | ------------------------ | ---- | -------------- | --------------- | ---------------------------- | --- |
| Ханьцзянский педагогический колледж                                             | 汉江师范学院             | 1954 | Провинциальный | Шиянь           | http://www.hjnu.edu.cn/      | (недоступная ссылка) |
| Уханьский политехнический колледж                                               | 武汉城市职业学院         | 1904 | Провинциальный | Учан (Ухань)    | http://www.whcvc.edu.cn/     | |
| Хубэйский колледж традиционной китайской медицины                               | 湖北中医药高等专科学校   | 2002 | Провинциальный | Цзинчжоу        | http://www.hbzyy.org         | (недоступная ссылка) |
| Уханьский политехнический колледж                                               | 武汉职业技术学院         | 1972 | Провинциальный | Хуншань (Ухань) | http://www.wtc.edu.cn/       | |
| Хуанганский политехнический колледж                                             | 黄冈职业技术学院         | 1999 | Провинциальный | Хуанган         | http://www.hbhgzy.com.cn     | (недоступная ссылка) |
| Чанцзянский политехнический колледж                                             | 长江职业学院             | 1984 | Провинциальный | Учан (Ухань)    | http://www.cjxy.edu.cn/      | (недоступная ссылка) |
| Цзинчжоуский профессиональный технологический                                   | 荆州理工职业学院         | 1983 | Провинциальный | Цзинчжоу        | https://www.jzlg.cn/         | (недоступная ссылка) |
| Хубэйский индустриально-политехнический колледж                                 | 湖北工业职业技术学院     | 1986 | Провинциальный | Шиянь           | http://www.hbgyzy.edu.cn/    | (недоступная ссылка) |
| Эчжоуский политехнический колледж                                               | 鄂州职业大学             | 1984 | Провинциальный | Эчжоу           | http://www.ezu.net.cn/       | (недоступная ссылка) |
| Цзинчуский технологический институт                                             | 荆楚理工学院             | 1984 | Провинциальный | Цзинмэнь        | http://www.jcut.edu.cn/      | |
| Уханьская школа бизнеса                                                         | 武汉商学院               | 1985 | Провинциальный | Ханьян (Ухань)  | http://www.wbu.edu.cn/       | |
| Хубэйский политехнический институт                                              | 湖北职业技术学院         | 1951 | Провинциальный | Сяогань         | http://www.hbvtc.edu.cn/     | (недоступная ссылка) |
| Уханьский институт судостроительных технологий                                  | 武汉船舶职业技术学院     | 1950 | Провинциальный | Ханьян (Ухань)  | http://www.wspc.edu.cn/      | (недоступная ссылка) |
| Уханьский профессиональный колледж промышленности и торговли                    | 武汉工贸职业学院         | 1988 | Провинциальный | Учан (Ухань)    | http://www.whgmxy.com/       | (недоступная ссылка) |
| Эньшийский политехнический институт                                             | 恩施职业技术学院         | 2000 | Провинциальный | Эньши           | http://www.eszy.edu.cn/      | (недоступная ссылка) |
| Сянъянский рофессионально-технический колледж Пуян                              | 襄阳职业技术学院         | 1905 | Провинциальный | Сянъян          | http://www.hbxytc.com/       | НМВПК (недоступная ссылка)                                                                                                |
| Чанцзянский технологический институт                                            | 长江工程职业技术学院     | 1959 | Провинциальный | Цзянся (Ухань)  | http://www.cj-edu.com.cn/    | (недоступная ссылка) |
| Уханьский железнодорожный профессионально-технический колледж                   | 武汉铁路职业技术学院     | 1956 | Провинциальный | Учан (Ухань)    | http://www.wru.com.cn/       | (недоступная ссылка) |
| Суйчжоуский профессионально-технический колледж                                 | 随州职业技术学院         | 2002 | Провинциальный | Суйчжоу         | http://www.szvtc.cn/         | (недоступная ссылка) |
| Уханьский морской колледж                                                       | 武汉航海职业技术学院     | 1955 | Провинциальный | Учан (Ухань)    | http://www.whhhxy.com/       | Аффилирована (недоступная ссылка) с China Merchants Group                                                                 |
| Уханьский профессиональное полицейский колледж                                  | 武汉警官职业学院         | 1981 | Провинциальный | Ханькоу (Ухань) | http://www.whpa.cn/          | (недоступная ссылка) |
| Хубэйский политехнический колледж «Три Ущелья»                                  | 湖北三峡职业技术学院     | 2002 | Провинциальный | Ичан            | http://www.tgc.edu.cn/       | (недоступная ссылка) |
| Уханьский профессиональный колледж цзяотун                                      | 武汉交通职业学院         | 1953 | Провинциальный | Хуншань (Ухань) | http://www.whtcc.edu.cn/     | (недоступная ссылка) |
| Хубэйский профессионально-технический колледж городского строительства          | 湖北城市建设职业技术学院 | 2011 | Провинциальный | Учан (Ухань)    | http://www.hbucvc.edu.cn/    | Аффилирован (недоступная ссылка) с департаментом жилищного строительства и городского развития провинции Хубэй            |
| Хубэйский профессионально-технический колледж лёгкой промышленности             | 湖北轻工职业技术学院     | 1956 | Провинциальный | Учан (Ухань)    | http://www.hbliti.com/       | (недоступная ссылка) |
| Хубэйский технический колледж водных ресурсов                                   | 湖北水利水电职业技术学院 | 1952 | Провинциальный | Учан (Ухань)    | http://www.hbsy.cn/          | (недоступная ссылка) |
| Уханьский профессиональный колледж иностранных языков и международных отношений | 武汉外语外事职业学院     | 2002 | Провинциальный | Учан (Ухань)    | http://www.whflfa.com/       | (недоступная ссылка) |
| Уханьский международный университет культуры                                    | 武汉商贸职业学院         | 1985 | Частный        | Учан (Ухань)    | http://www.whicu.com/        | Создан как Уханьский коммерческий колледж                                                                                 |
| Уханьский профессиональный колледж науки и техники                              | 武汉科技职业学院         | 1984 | Провинциальный | Учан (Ухань)    | http://www.whuvt.com/        | (недоступная ссылка) |
| Уханьский профессиональный колледж коммуникаций и печати                        | 武汉信息传播职业技术学院 | 2002 | Провинциальный | Учан (Ухань)    | http://www.whinfo.cn/        | Подчинён (недоступная ссылка) отделу пропаганды Хубэйского провинциального комитета КПК                                   |
| Хубэйский профессиональный открытый университет                                 | 湖北开放职业学院         | 1984 | Провинциальный | Учан (Ухань)    | http://www.hbou.cn/          | |
| Уханьский электротехнический профессионально-технический колледж                | 武汉电力职业技术学院     | 1953 | Провинциальный | Учан (Ухань)    | http://www.whetc.com/        | (недоступная ссылка) |
| Уханьский инженерный институт                                                   | 武汉工程职业技术学院     | 1956 | Провинциальный | Ухань           | http://www.wgxy.net/         | |
| Цяньзяньский профессиональный колледж искусств                                  | 江汉艺术职业学院         | 1959 | Провинциальный | Цяньцзян        | http://www.hbjhart.com/      | (недоступная ссылка) |
| Хуанганский научно-технологический колледж                                      | 黄冈科技职业学院         | 1995 | Провинциальный | Хуанган         | http://www.hbhgkj.com/       | (недоступная ссылка) |
| Хубэйский экологический политехнический колледж                                 | 湖北生态工程职业技术学院 | 1952 | Провинциальный | Учан (Ухань)    | http://www.hb-green.com      | (недоступная ссылка) |
| Хубэйский профессиональный колледж биотехнологий                                | 湖北生物科技职业学院     | 1958 | Провинциальный | Учан (Ухань)    | http://www.hbswkj.com/       | (недоступная ссылка) |
| Хубэйский профессиональный колледж финансов и налогообложения                   | 湖北财税职业学院         | 1987 | Провинциальный | Учан (Ухань)    | http://www.hbcszyxy.edu.cn/  | Аффилирован (недоступная ссылка) с провинциальным бюро Главного государственного налогового управления КНР                |
| Уханьский политехнический колледж социальной службы                             | 武汉民政职业学院         | 1986 | Провинциальный | Учан (Ухань)    | http://www.whmzxy.cn/        | Учебный (недоступная ссылка) центр социальной службы и пенсионного обеспечения Министерства гражданской администрации КНР |
| Цзинчжоуский технологический институт                                           | 荆州职业技术学院         | 2001 | Провинциальный | Цзинчжоу        | http://www.jzit.net.cn/      | |
| Уханьский профессиональный колледж программирования и инженерии                 | 武汉软件工程职业学院     | 2001 | Провинциальный | Хуншань (Ухань) | http://www.whvcse.com/       | |
| Хубэйский профессиональный колледж искусств                                     | 湖北艺术职业学院         | 1958 | Провинциальный | Учан (Ухань)    | https://www.artcollegehb.cn/ | (недоступная ссылка) |
| Сяньнинское профессионально-технический колледж                                 | 咸宁职业技术学院         | 1965 | Провинциальный | Сяньнин         | http://www.xnec.cn/          | |
| Сяньтаоский профессиональный колледж                                            | 仙桃职业学院             | 1939 | Провинциальный | Сяньтао         | http://www.hbxtzy.com/       | (недоступная ссылка) |
| Хубэйский технический колледж коммуникаций                                      | 湖北交通职业技术学院     | 1953 | Провинциальный | Хуншань (Ухань) | http://www.hbctc.edu.cn/     | (недоступная ссылка) |
| Хубэйский профессиональный колледж земельных ресурсов                           | 湖北国土资源职业学院     | 1978 | Провинциальный | Цзинчжоу        | http://www.hbgt.com.cn/      | (недоступная ссылка) |

## Военные учебные заведения
- Военная академия материально-технического обеспечения[англ.] НОАК (кит. 中国人民解放军陆军勤务学院; Ханькоу, Ухань). Основана как Инженерно-технический колледж НОАК в 1961 году в Синьсяне (провинция Хэнань) на базе Третьего запасного училища вооружения НОАК. Подчиняется Главному управлениб материально-технического обеспечения НОАК и является одной из ведущих военных инженерных академий в стране.
- Военно-морской инженерный университет[англ.] ВМС НОАК (кит. 中国人民解放军海军工程大学; Ханькоу, Ухань). Образована в 1949 году как Военно-морское училище НОАК.
- Академия раннего оповещения[кит.] ВВС НОАК (кит. 中国人民解放军空军预警学院; Ханькоу, Ухань). Организована в 1950 году как Школа связи Восточно-Китайского военного округа НОАК. Единственное в КНР специализированное учебное заведение в области раннего предупреждения и обнаружения.
- Командная академия РВ НОАК[кит.] Ракетных войск НОАК (кит. 中国人民解放军火箭军指挥学院; Ханькоу, Ухань). Создана в 1977 году как Вторая артиллерийская школа НОАК.
- Школа младшего начсостава[кит.] при Военном инженерно-техническом университете НОАК[кит.] (кит. 中国人民解放军陆军工程大学军械士官学校; Ханькоу, Ухань). Основана в 1085 году.